# Svitlana Yaromka
Svitlana Mikolaívna Yaromka (en ucraniano: Світлана Mykolaïvna Яромка; Yagotin, 9 de abril de 1989) es una deportista ucraniana que compite en judo, sumo y sambo.
En judo ganó una medalla de bronce en los Juegos Europeos de Bakú 2015, en la categoría de +78 kg, y tres medallas en el Campeonato Europeo de Judo entre los años 2015 y 2017.
En sumo consiguió tres medallas en los Juegos Mundiales, bronce en 2013 (categoría abierta) y dos en 2022, oro en el peso pesado y bronce en la categoría abierta. En sambo obtuvo dos títulos en el Campeonato Mundial de ese deporte.

## Palmarés internacional
| Juegos Europeos    | Juegos Europeos    | Juegos Europeos   | Juegos Europeos |
| Año                | Lugar              | Medalla           | Categoría       |
| ------------------ | ------------------ | ----------------- | --------------- |
| 2015               | Bakú (Azerbaiyán)  | Medalla de bronce | +78 kg          |
| Campeonato Europeo |                    |                   |                 |
| Año                | Lugar              | Medalla           | Categoría       |
| 2015               | Bakú (Azerbaiyán)  | Medalla de bronce | +78 kg          |
| 2016               | Kazán (Rusia)      | Medalla de plata  | +78 kg          |
| 2017               | Varsovia (Polonia) | Medalla de plata  | +78 kg          |